# Breathe
Pour les articles homonymes, voir Breathe (homonymie).

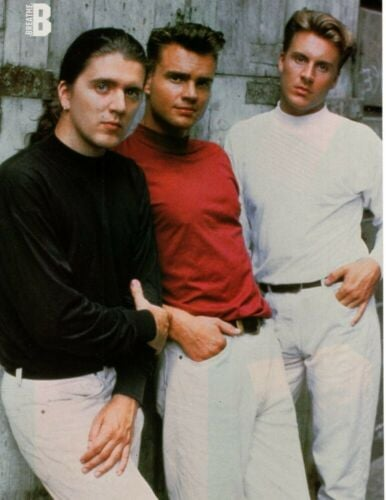
Trois membres du groupe Breathe

Breathe était un groupe musical britannique de Londres formé au début des années 1980. À l'origine un groupe de 6 personnes appelé « Catch 22 », ils ne furent plus que 3 pour enregistrer l'album « All That Jazz (en) » en 1987. Celui-ci contenait leurs deux morceaux les plus célèbres, « How Can I Fall » et « Hands To Heaven ».
À cette époque, le groupe était constitué de David Glasper (chant), Marcus Lillington (guitare), et Ian Spice (percussions).
Leur style musical était une combinaison de jazz léger et de sonorités pop, faisant quelque peu penser à Air Supply.